# Ereda (Ajalgori)
Ereda (en georgiano: ერედა; en osetio: Ереда) es un pueblo que pertenece a la parcialmente reconocida República de Osetia del Sur, parte del distrito de Leningor, aunque de iure pertenece al municipio de Ajalgori de la región de Mtsjeta-Mtianeti de Georgia.

## Geografía
Ereda se encuentra en el margen derecho del río Ksani, a 4 km de Ajalgori.     

## Historia
Ereda se conoce en fuentes de la segunda mitad del siglo XV. El aghape gujar, donado al monasterio de Largvisi por Shalva II Kvenipneveli, fechado en 1470, muestra que las aldeas de Ivreti, Ereda, Kurta y otras fueron arrasadas por las tropas de Marwan II y permanecieron deshabitadas hasta la reconstrucción de Shalva. Posteriormente, la frontera entre el ducado de Ksani y Saamilajoro pasaba por Ereda. 
Durante la duración del conflicto georgiano-osetio hasta la victoria rusa en la guerra ruso-georgiana de 2008, con la que las de facto autoridades de Osetia del Sur establecieron el control sobre el valle de Ksani, Ereda formaba parte del territorio controlado por el gobierno de Georgia. Después de agosto de 2008, la aldea quedó bajo el control de las autoridades de la República de Osetia del Sur. 

## Demografía
La evolución demográfica de Ereda entre 1886 y 2002 fue la siguiente:
| 73                                                       | 96 | 92 | 112 | 80 | 99 | 70 | 55 | 38 |
| (Fuente: Population of South Ossetia since Soviet times) |    |    |     |    |    |    |    |    |

Según el censo soviético de 1959, la mayoría de la población local eran georgianos.

## Infraestructura

### Arquitectura, monumentos y lugares de interés
Se conservan las ruinas de una torre feudal, así como las ruinas de la Iglesia de la Madre de Dios, de finales de la Edad Media, y el icono de Eredi.